# Guggenheim Guadalajara

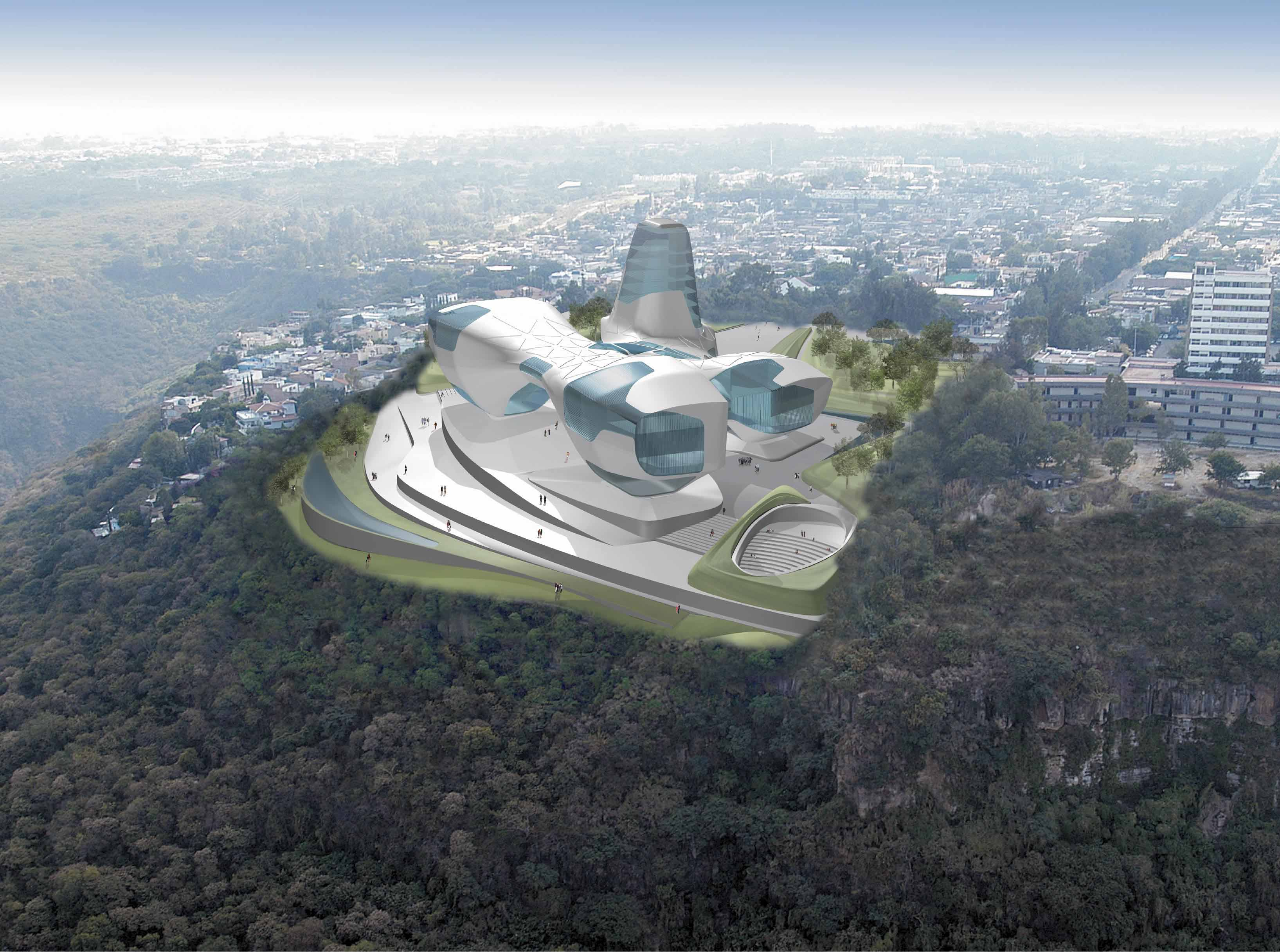

O Guggenheim Guadalajara seria o sexto museu Guggenheim no mundo, com sede na cidade mexicana de Guadalajara, tendo como localização o Parque Mirador Independência, na barranca de Huentitan na Região Metropolitana de Guadalajara.
Oficialmente, em 26 de outubro de 2009, o diretor de Estratégia Global da Fundação Solomon R. Guggenheim de Nova Iorque, Juan Ignacio Vidarte, informou que essa organização cancelou por completo o projeto em Guadalajara.

## Especificações
- A altura da Torre ostentaria em 180 metros e teria 24 pisos.
- A Torre contaria com 7 (elevadores), de alta velocidade que se moveriam a uma velocidade de 6.3 metros por segundo.
- A área total da torre seria de 25,600 m².
- Teri dois níveis de estacionamento subterrâneo.

## Detalhes Importantes
- O museu seria o primeiro Guggenheim que a ser construído na América Latina
- Por suas características arquitetônicas e concepções físicas provavelmente seria o Guggenheim mais caro na história.
- A construção seria desenhada pelo arquiteto mexicano Enrique Norten da casa TEN Arquitetos, o qual foi ganhadora do concurso arquitetônico em que participaram Jean Nouvel de Atelieres Jean Nouvel (Paris) e Hani Rashid e Lise Anne Couture de Asymptote (Nova Iorque).
- A Fundação Solomon R. Guggenheim e o governo do estado de Jalisco levaram a cabo o estudo de viabilidade em agosto de 2005
- Os materiais que se usariam na construção da Torre seriam: concreto reforçado,aço e vidro na maior parte da estrutura do edifício.
- O engenheiro da estrutura da torre seria: Guy Nordenson & Associates.
- A torre seria a segunda mais alta de Guadalajara depois da Torre Torrena.
- O edifício seria considerado inteligente devido ao sistema de luz chamado B3 igual ao da Torre Aura Altitude.
- O edifício poderia suportar um terremoto de 8.0 na Escala de Richter.
- A construção deveria ter início em finais de 2008.

## Dados
- Altura- 180 metros.
- Área Total- 25,600 metros quadrados.
- Pisos- dois níveis subterrâneos de estacionamento e 24 pisos.
- Condição: Cancelado
- Ranking: 
  - No México: 12º lugar
  - Na Área Metropolitana de Guadalajara: 2º lugar
  - Em Guadalajara: 1º lugar
  - Na América Latina: 30º lugar
  - Na América do Norte (Edifícios em construção): 34° lugar